# Kirche Hl. Maria Magdalena (Triješnica)
Die Kirche Hl. Maria Magdalena (serbisch: Црква Свете Марије Магдалине, Crkva Svete Marije Magdaline) im zur Opština Bijeljina gehörenden Dorf Triješnica ist eine serbisch-orthodoxe Kirche im nordöstlichen Bosnien und Herzegowina.
Das von 2009 bis 2018 erbaute Gotteshaus ist der Hl. apostelgleichen Maria Magdalena geweiht. Sie ist die Filialkirche der Pfarrei Dazdarevo-Triješnica im Dekanat Bijeljina der Eparchie Zvornik-Tuzla der Serbisch-Orthodoxen Kirche.

## Lage
Die Kirche Hl. Maria Magdalena steht im Dorfzentrum von Triješnica, das um die 570 Einwohner zählt. Triješnica liegt in der Semberija, etwa 7,5 km nordöstlich der Gemeindehauptstadt Bijeljina, nicht weit von der Grenze Bosniens und Herzegowinas zum östlichen Nachbarland Serbien entfernt. Durch das Dorf fließt der Fluss Bistrik. Die Gemeinde Bijeljina liegt in der Republika Srpska.
Das Dorf besitzt einen eigenen serbisch-orthodoxen Dorffriedhof. Auf dem Dorffriedhof zu Triješnica werden auch die Einwohner des zum Dorf Batković gehörendem Weiler Gojsovac beerdigt. Die Slava des Dorfes ist der zweite Tag von Pfingsten.
Zur Pfarrei gehört auch die Pfarrkirche der Versammlung aller serbischen Heiligen im Nachbardorf Dazdarevo.

## Geschichte und Architektur
Die Pfarrei Dazdarevo-Triješnica wurde 2007 gegründet. Die Kirch- bzw. Pfarreibücher werden seit 2005 geführt, zuvor wurden sie von der Kirchengemeinde zu Dvorovi geführt. Zu der Pfarrei Dazdarevo-Triješnica gehören die Dörfer Dazdarevo, Triješnica, Kriva Bara und ein kleiner Teil des Dorfes Dvorovi.
Mit dem Bau der einschiffigen Kreuzkuppelkirche wurde 2009 begonnen und am 24. Juli 2010 wurden die Fundamente der Kirche vom damaligen Bischof der Eparchie Zvornik-Tuzla, Vasilije, geweiht.
Die Kirche wurde nach dem Entwurf des aus Brčko stammenden Architekten, Goran Pejić, erbaut. Nach diesem gleichen Entwurf wurde auch die Kirche Hl. ehrwürdiger Sisoë der Große im Dorf Lugovi in der Opština Šamac erbaut. Die Bauarbeiten übernahm die Firma Globus-Dvorovi im Besitz von Milenko Zupur.
Die einschiffige Kirche wurde im serbisch-byzantinischen Stil erbaut, mit einer Altar-Apsis im Osten, einer zentralen Rundkuppel, die sich über dem Tambour, in der Mitte des Kirchenschiffs, bei der Kreuzung der Seitenarme der Kirche erhebt, und einem Kirchturm mit einer Kirchglocke im Westen. Die Kirche ist aus Kleinziegeln errichtet worden mit den Dimensionen 17 × 8 m.
Die Grundform der Kirche ist ein Griechisches Kreuz. Die Kirche wurde durch die Spenden der Dorfbewohner und anderer Geldspender erbaut.
Am 4. August 2018, dem Feiertag (Slava) der Hl. Maria Magdalena, wurde die Kirche vom Bischof der Eparchie Zvornik-Tuzla, Fotije, mit der Assistenz zahlreicher Geistlicher der Eparchie und in Gegenwart von Hunderten Gläubigen der Gegend und des damaligen Bürgermeisters von Bijeljina, Mićo Mićić, feierlich eingeweiht.
Die Kirche besitzt eine hölzerne Ikonostase mit Ikonen und ist im Altarbereich mit byzantinischen Fresken bemalt.

## Priester der Kirchgemeinde
Derzeitiger amtierender Priester der Pfarrei und der Filialkirche ist seit 2024 Mladen Jović.